# Paloma Mas Martínez
Paloma Mas Martínez (Cartagena, 11 de junio de 1968) es una bióloga e investigadora española, profesora de investigación del Consejo Superior de Investigaciones Científicas (CSIC) desde 2014.

## Biografía
Habiéndose licenciado en Ciencias Biológicas con especialidad en Bioquímica y Biología Molecular por la Universidad de Valencia en 1992, Paloma Mas obtuvo título de doctora en Biología en la Universidad de Murcia, donde en 1997 expuso su tesis Estudios sobre el movimiento a larga distancia, localización subcelular e interacciones con el huésped experimental Nicotiana tabacum cv. Xanthi nc del virus del enrollado de la hoja de cerezo (CLRV). Su paso por el Centro de Edafología y Biología Aplicada del Segura fue decisivo para fijar su ámbito de trabajo en la biología de las plantas, insistiendo en ello cuando cursó estudios posdoctorales en California, primero en el The Scripps Research Institute (TSRI) y más tarde en el Institute for Childhood and Neglected Diseases. En el primero se instruyó entre 1997 y 1999 en la respuesta de los organismos vegetales ante las infecciones virales, mientras que en el segundo, donde permaneció hasta 2004, decidió enfocar su esfuerzo investigador sobre el ritmo circadiano que regula en las plantas sus funciones fisiológicas a lo largo del día y de las estaciones. Paralelamente trabajó durante seis años para el TSRI, antes de regresar a España.
Mas ingresó en el CSIC en 2004, y desde entonces ha destinado sus contribuciones al estudio de las bases moleculares que subyacen a los ritmos circadianos. Diez años después ascendió a profesora de investigación, el rango máximo del personal funcionario científico-investigador de la agencia estatal, y desde 2018 se desempeña como vicedirectora del Centro de Investigación en Agrigenómica, un consorcio formado por el CSIC, el Instituto de Investigación y Tecnología Agroalimentarias, la Universidad Autónoma de Barcelona y la Universidad de Barcelona.

## Reconocimientos
- Premios Europeos para Jóvenes Investigadores (2006).[8]
- Murciana del Año por el Instituto de la Mujer de la Región de Murcia (2008).[6]
- Premio Carmen y Severo Ochoa de investigación en biología molecular (2013).[6]
- Elección como miembro de la Organización Europea de Biología Molecular (2013).[7]
- Mención especial para el Premio de Ciencias de la Vida Ciudad de Barcelona (2015).[7]
- Premio Aschoff's Rule (2019).[7]
- Medalla Narcís Monturiol (2020).[7]

## Publicaciones
- Ceriani, M. Fernanda; Darlington, Thomas K.; Staknis, David; Mas, Paloma; Petti, Allegra A.; Weitz, Charles J.; Kay, Steve A. (1999). «Light-Dependent Sequestration of TIMELESS by CRYPTOCHROME». Science (en inglés) (Washington D. C.: Asociación Estadounidense para el Avance de la Ciencia) 285 (5427): 553-556. doi:10.1126/science.285.5427.553.
- Strayer, Carl; Oyama, Tokitaka; Schultz, Thomas F.; Ramanujam, Raman; Somers, David E.; Mas, Paloma; Panda, Satchidananda; Kreps, Joel A. et al. (2000). «Cloning of the Arabidopsis Clock Gene TOC1, an Autoregulatory Response Regulator Homolog». Science (en inglés) (Washington D. C.: Asociación Estadounidense para el Avance de la Ciencia) 289 (5480): 768-771. doi:10.1126/science.289.5480.768.
- Mas, Paloma; Devlin, Paul F.; Panda, Satchidananda; Kay, Steve A. (2000). «Functional interaction of phytochrome B and cryptochrome 2». Nature (en inglés) (Londres: Nature Publishing Group) (408): 207-211. doi:10.1038/35041583.
- Alabadı́, David; Oyama, Tokitaka; Yanovsky, Marcelo J.; Harmon, Franklin G.; Mas, Paloma; Kay, Steve A. (2001). «Reciprocal Regulation Between TOC1 and LHY/CCA1 Within the Arabidopsis Circadian Clock». Science (en inglés) (Washington D. C.: Asociación Estadounidense para el Avance de la Ciencia) 293 (5531): 880-883. doi:10.1126/science.1061320.
- Mas, Paloma; Kim, Woe-Yeon; Somers, David E.; Kay, Steve A. (2003). «Targeted degradation of TOC1 by ZTL modulates circadian function in Arabidopsis thaliana». Nature (en inglés) (Londres: Nature Publishing Group) (426): 567-570. doi:10.1038/nature02163.
- Sanchez, Sabrina E.; Petrillo, Ezequiel; Beckwith, Esteban J.; Zhang, Xu; Rugnone, Matias L.; Hernando, C. Esteban; Cuevas, Juan C.; Godoy Herz, Micaela A.; Depetris-Chauvin, Ana; Simpson, Craig G.; Brown, John W. S.; Cerdán, Pablo D.; Borevitz, Justin O.; Mas, Paloma; Ceriani, M. Fernanda; Kornblihtt, Alberto R.; Yanovsky, Marcelo J. (2010). «A methyl transferase links the circadian clock to the regulation of alternative splicing». Nature (en inglés) (Londres: Nature Publishing Group) (468): 112-116. doi:10.1038/nature09470.
- Huang, Wei; Pérez-García, P.; Pokhilko, A.; Millar, A. J.; Antoshechkin, I.; Riechmann, J. L.; Mas, P. (2012). «Mapping the Core of the Arabidopsis Circadian Clock Defines the Network Structure of the Oscillator». Science (en inglés) (Washington D. C.: Asociación Estadounidense para el Avance de la Ciencia) 336 (6077): 75-79. doi:10.1126/science.1219075.